# Johan Faye
Johan Mohr Faye (Bergen, 16 de mayo de 1889-Drøbak, 16 de septiembre de 1974) fue un deportista noruego que compitió en vela en la clase 7 Metre. Participó en los Juegos Olímpicos de Amberes 1920, obteniendo una medalla de plata en la clase 7 Metre.

## Palmarés internacional
| Juegos Olímpicos | Juegos Olímpicos  | Juegos Olímpicos | Juegos Olímpicos |
| Año              | Lugar             | Medalla          | Clase            |
| ---------------- | ----------------- | ---------------- | ---------------- |
| 1920             | Amberes (Bélgica) | Medalla de plata | 7 Metre          |